# اورالا
اورالا (به لاتین: Urala) یک منطقهٔ مسکونی در روسیه است که در داغستان واقع شده‌است.